# St. Martin (Kay)

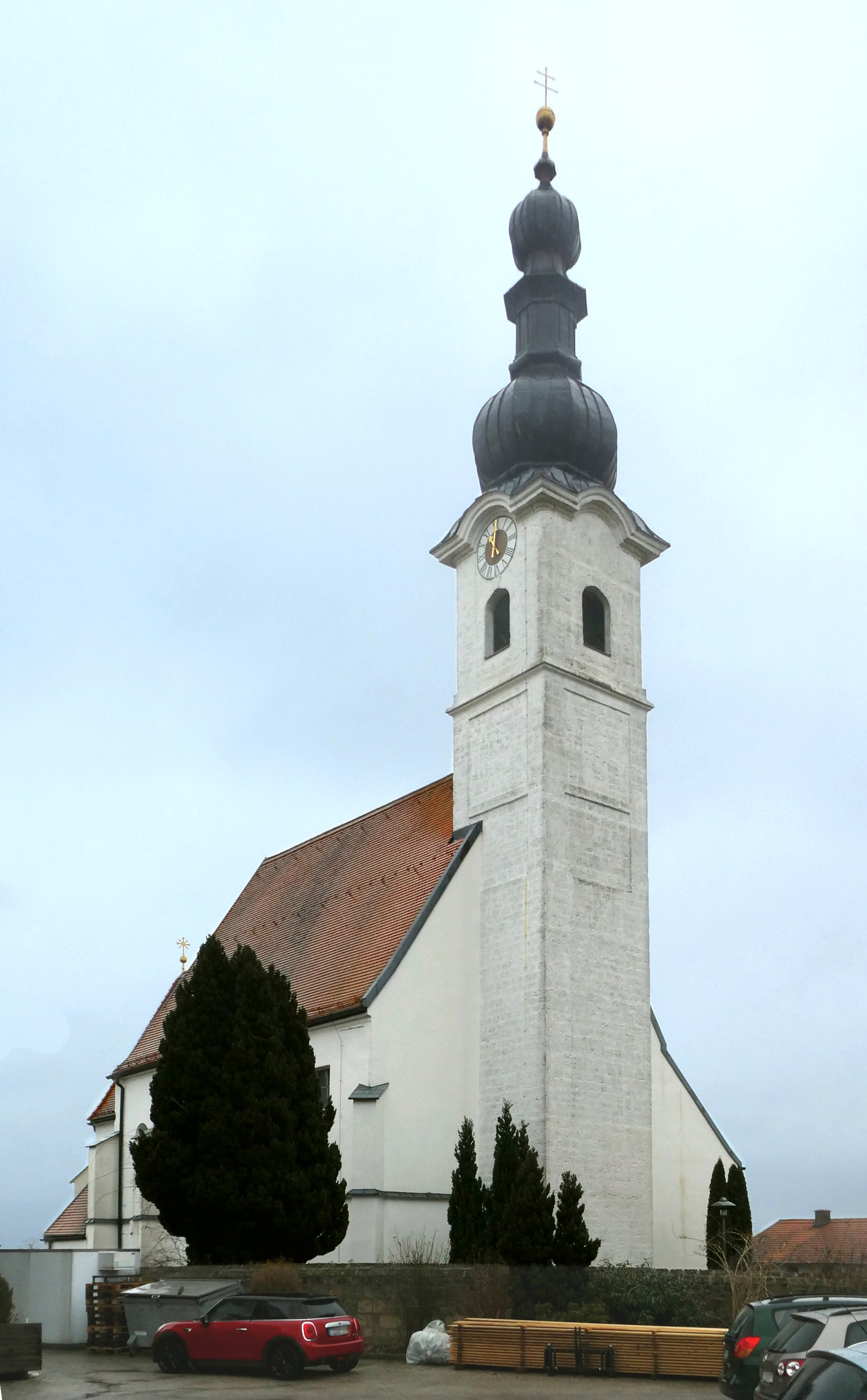
St. Martin in Kay

Die römisch-katholische Pfarrkirche St. Martin steht in Kay, einem Gemeindeteil von Tittmoning im oberbayerischen Landkreis Traunstein. Das Bauwerk ist in der Liste der Baudenkmäler in Tittmoning als Baudenkmal unter der Nr. D-1-89-152-182 eingetragen. Die Kirche gehört zum Dekanat Traunstein im Erzbistum München und Freising. 

## Beschreibung
Die spätgotische Saalkirche wurde im 15. Jahrhundert erbaut. Sie besteht aus dem Langhaus zu vier Jochen, dem eingezogenen, dreiseitig geschlossenen Chor im Osten und dem Kirchturm auf quadratischem Grundriss im Westen. 1695/96 wurde an der Südwand des Langhauses ein Vorbau mit einer Kapelle angefügt. Der Kirchturm wurde 1732 mit einem Geschoss aufgestockt und mit einer Welschen Haube bedeckt. Dieses Geschoss enthält die Turmuhr und den Glockenstuhl mit vier Glocken, zwei davon 1764 und zwei 1951 gegossen.
Der Entwurf des um 1780 aufgestellten Hochaltars stammt von Wolfgang Hagenauer. Den Tabernakel errichtete 1781 Johann Georg Itzlfeldner. Die Seitenaltäre schuf 1791 der Enkel von Sebastian Stumpfegger. 
Die Orgel baute 1989 Rieger Orgelbau.